# Abnutzungsverlauf
Der Abnutzungsverlauf stellt die Abnutzung und die damit verbundene Qualitätsminderung von Objekten wie Immobilien und Maschinen dar. 
Die Abnutzung wird hierbei durch chemische und/oder physikalische Vorgänge hervorgerufen.
Je nach Intensität der chemischen und physikalischen Vorgänge sowie der Materialität und Herstellungsqualität ergeben sich die folgenden verschiedenartigen Abnutzungsverläufe:
- linear fallender Verlauf (z. B. bei Korrosionsvorgängen)
- progressiv fallender Verlauf (z. B. Abnutzung einer Fassade)
- s-kurvigen Verlauf (Mischform eines degressiv fallenden und progressiv fallenden Verlaufs z. B. bei einem Zahnrad)
- eckigen Verlauf (z. B. LED)

sowie Mischformen hieraus.
Instandhaltungsmaßnahmen können den Abnutzungsverlauf positiv verändern.